# Octochaetidae
Octochaetidae é uma família de anelídeos pertencentes à ordem Haplotaxida.

## Géneros
Géneros (lista incompleta):
- Agastrodrilus Omodeo & Vaillaud, 1967
- Bahlia Gates, 1945
- Benhamia Michaelsen, 1889